# ماكليسفيلد
ماكليسفيلد (بالإنجليزية: Macclesfield)‏ هي مدينة سوق وأبرشية مدنية تقع ضمن السلطة الموحدة لتشيشير الشرقية في مقاطعة تشيشير، إنجلترا. تمتد المدينة على ضفاف نهر بولين في شرق المقاطعة، عند حافة سهل تشيشير، مع غابة ماكليسفيلد التي تقع إلى الشرق منها. تبعد المدينة حوالي 16 ميلاً جنوب مانشستر و38 ميلاً شرق تشستر.